# Liebe auf Bewährung
Liebe auf Bewährung ist eine deutsche Fernsehserie aus dem Jahre 1992 von Felix Huby. Regie bei allen sieben Folgen führte Wilfried Dotzel. Die Hauptrollen sind mit Sascha Hehn und Gila von Weitershausen besetzt.

## Handlung
Peter Brocker, der unschuldig im Gefängnis saß, betreibt inzwischen eine kleine Kfz-Werkstatt. Sabine Ingwersen ist Staatsanwältin und brachte Peter seinerzeit als Anklagevertreterin hinter Gitter. Sie gehört einer alteingesessenen, angesehenen Hamburger Familie an, auch ihre Freunde kommen aus der gehobenen Gesellschaftsschicht. Peter hingegen stammt aus einfachen Verhältnissen, hat Freunde in der Rockerszene und sieht seine Chance weiterzukommen darin, sich als Rennfahrer zu versuchen.
Zunächst können sich Peter und Sabine nicht ausstehen, nur wenig verbindet sie anfangs, außer vielleicht der gemeinsamen Leidenschaft fürs Motorradfahren. Probleme sind insoweit vorprogrammiert, als Peter sich in Gegenwart von Sabines feinen Freunden nicht sonderlich wohlfühlt und umgedreht Sabine sich schwer mit Peters Rockerfreunden tut. Ein weiteres Problem stellt Peters aktuelle Freundin Jeannette dar, die die beiden argwöhnisch beobachtet. Zudem ist Peters bester Freund Jerry Mitglied einer Bande, gegen die Sabine ermitteln muss, und auch in Peters Werkstatt gibt es Ärger mit einem neuen Mitarbeiter.
Als Sabine und Peter getrennt in den Urlaub fahren, erkennen sie, dass sie trotz aller Schwierigkeiten nicht mehr ohneeinander sein können und wollen. Peter bricht deshalb seinen Urlaub in Tirol ab und fliegt zu  Sabine, die sich auf der Insel Mallorca befindet. Glücklich darüber, zusammen zu sein, beschließen sie, es miteinander zu versuchen.

## Ausstrahlung
Die Erstausstrahlung erfolgte von April bis Mai 1992 im Vorabendprogramm der ARD. Die Serie wurde in den dritten Programmen wiederholt.
Titel und Erstveröffentlichung der einzelnen Folgen:
| Episode (Nummer) | Titel                           | Erstausstrahlung (ARD) |
| ---------------- | ------------------------------- | ---------------------- |
| 01               | Vor Staatsanwälten wird gewarnt | 15. April 1992         |
| 02               | In bester Gesellschaft          | 22. April 1992         |
| 03               | Heimliches Glück                | 29. April 1992         |
| 04               | Wie die Feste fallen …          | 06. Mai 1992           |
| 05               | Unklare Verhältnisse            | 13. Mai 1992           |
| 06               | Angst um Sabine                 | 20. Mai 1992           |
| 07               | Die große Sehnsucht             | 27. Mai 1992           |

## Kritik
Michael Reufsteck und Stefan Niggemeier konnten der Serie im Fernsehlexikon wenig abgewinnen und meinten, Felix Huby sei „zu sehr Wiederholungstäter, als dass er mit Bewährung davonkommen würde“.